# Piero Bianconi
Piero Bianconi (* 1. Juni 1899 in Minusio; † 5. Juni 1984 ebenda) war ein Schweizer Schriftsteller, Übersetzer, Dozent und Kunsthistoriker.

## Leben
Piero Bianconi wurde als Sohn von Alessandro und Margherita Rusconi geboren. Sein Bruder ist der Dichter Giovanni Bianconi. Von 1932 bis 1934 hielt er sich in Florenz und Rom auf, arbeitete an seiner Doktorarbeit und hörte Vorlesungen in Kunstgeschichte bei Pietro Toesca. In Italien schloss er Freundschaft mit Schriftstellern, Dichtern und Kritikern. Er blieb in Florenz und Rom, wo er die Intellektuellen besuchte, die um das Frontispizio kreisen (Bargellini, Betocchi, Bo, Don De Luca) von denen er einen Geschmack für Fragment und stilistisch elegante Prosa entwickelte. Er schloss sein Studium der italienischen Literatur an der Universität Freiburg (Schweiz) ab und promovierte 1935. In der Schweiz lehrte er von 1935 bis 1936 als Lektor für Italienisch an der Universität Bern. Danach unterrichtete er Französisch und Kunstgeschichte am Lehrerseminar von Locarno und im Lyzeum von Lugano.
Bianconi begann mit Ritagli, einer Sammlung von kurzen Texten, die sofort einen starken Geschmack für formale Eleganz und für das herzhafte Wort erkennen lassen. Darauf folgte mit Croci e rascane (Kreuze und Rascane) eine erste bedeutende Etappe innerhalb der bianconischen Prosa: Das Interesse für die Menschlichkeit des Dorfes ist bemerkenswert, ebenso wie die Entdeckung des barocken Charakters des Kantons Tessin.
Er übersetzte u. a. Balzac, Baudelaire,  Samuel Butler, Diderot, Flaubert, Johann Wolfgang von Goethe, Charles-Ferdinand Ramuz, Rousseau, Stendhal und Voltaire und Sachliteratur über Francesco Borromini, Hieronymus Bosch, Pieter Bruegel, Antonio da Correggio, Matthias Grünewald, Lorenzo Lotto, Piero della Francesca und Félix Vallotton.

## Schriften (Auswahl)
- Ticino Arte. In: Enciclopedia italiana. Istituto dell’Enciclopedia Italiana, Roma 1938, S. 820–822.
- Arte in Leventina. (mit Arminio Janner), Istituto Editoriale Ticinese, Bellinzona 1939.
- Arte in Blenio. Guida della Valle. S.A. Grassi & Co., Bellinzona-Lugano 1944.
- Bellinzona e le Valli superiori del Ticino. La Baconnière, Neuenburg NE 1948.
- Inventario delle cose d’Arte e di Antichità. I. Le Tre Valli Superiori. Leventina. Blenio. Riviera. S.A. Grassi & Co., Bellinzona 1948.
- Bartolomeo e Bernardino. In: Svizzera Italiana. Nr. 101, 1953, S. 9–20.
- Il polittico Torriani e la nostra «emigrazione» artistica. In: Svizzera Italiana, Nr. 103, 1953, S. 1–13.
- Sospetti bramantineschi. In: Svizzera Italiana. Nr. 104, 1954, S. 12–14.
- Bramantino. Verleger Fabbri, Mailand 1965.
- Francesco Borromini. Vita, Opere, Fortuna. Bellinzona 1967.
- L’opera completa di Vermeer. Rizzoli, Milano 1967.
- Tout l’oeuvre peint de Bruegel l’ancien. avec Charles De Tolnay, Flammarion, Paris 1968.
- Albero genealogico. Cronache di emigranti. Edizioni Pantarei, Lugano 1969: Der Stammbaum. Chronik einer Tessiner Familie. Übersetz von Hannelise Hinderberger, Suhrkamp, Frankfurt am Main 1990.
- Occhi sul Ticino. (mit Foto von Alberto Flammer), Tipografia Stazione SA, Locarno 1972.
- L’opera completa di Grünewald. Rizzoli, Milano 1972.
- Diario (1948–1949). In: Renato Martinoni, Sabina Geiser Foglia (Hg.): Antologia di scritti. Armando Dadò Editore, Locarno 2001, S. 319–324.
- I ponti rotti di Locarno. Saggio sul Cinquecento. In: L’esilio dei protestanti locarnesi. Armando Dadò Editore, Locarno 2005, S. 227–258, ISBN 88-8281-170-0.

## Bibliographie
- Mario Agliati: Per i settant'anni di Piero Bianconi (31 maggio 1969), in: Il Cantonetto, XVI–XVII, 1–2, Lugano 1969, S. 7–11.
- Verschiedene Autoren: Per gli ottant’anni di Piero Bianconi, Tipografia Pedrazzini, Locarno 1979.
- Giovanni Orelli: Svizzera italiana, Editrice La Scuola, Brescia 1986, S. 157–161.
- Luciano Vaccaro, Giuseppe Chiesi, Fabrizio Panzera: Terre del Ticino. Diocesi di Lugano, Editrice La Scuola, Brescia 2003.